# Kuhn (Unternehmen)
Die Kuhn S.A. mit Sitz in Saverne (Elsass) ist ein Landmaschinenhersteller und Tochtergesellschaft der Schweizer Bucher Industries.

## Geschichte

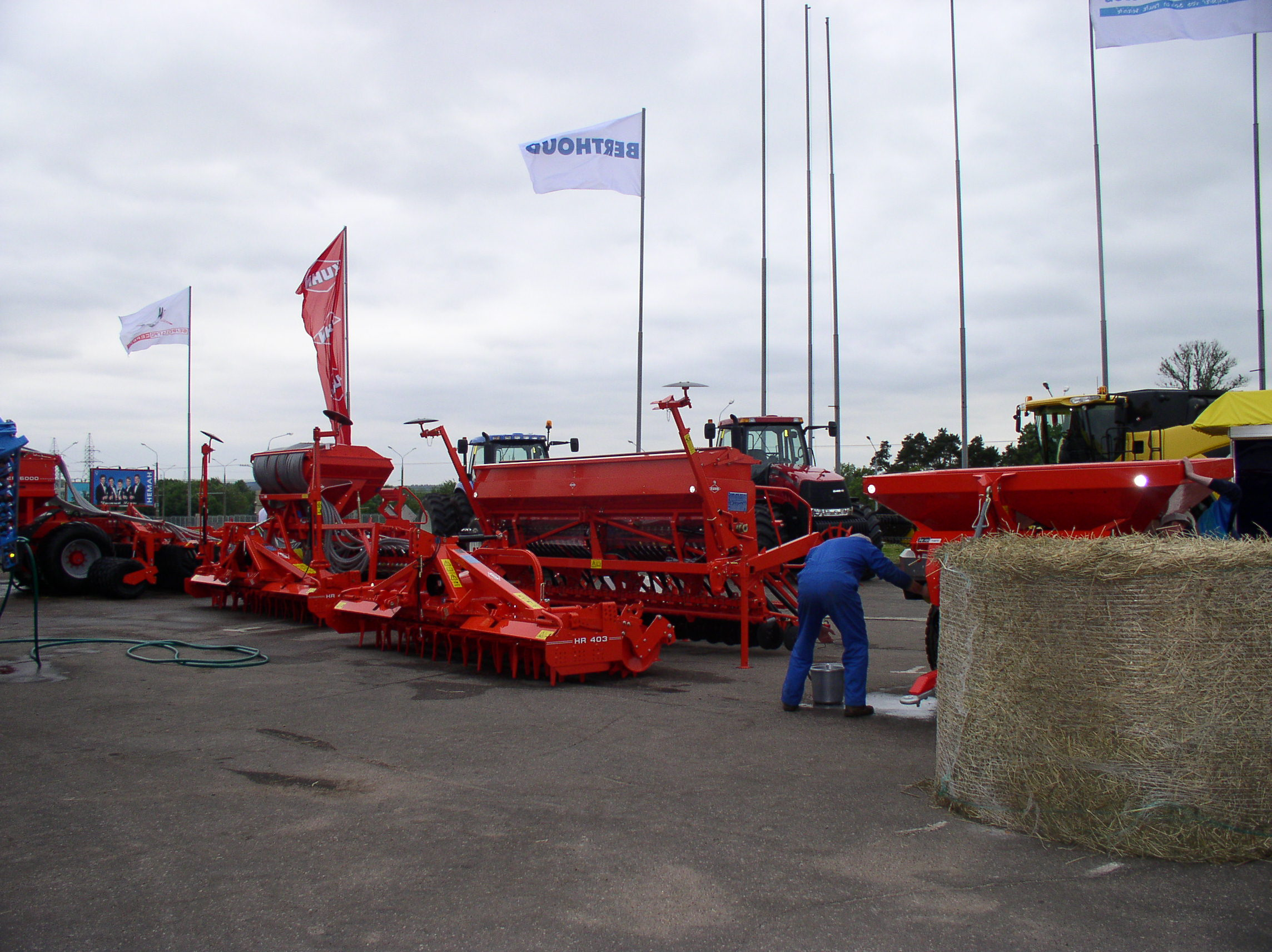
Kuhn-Messestand in Belarus

1828 wurde das Unternehmen vom gelernten Schmied Joseph Kuhn in Saverne gegründet. Anfangs produzierte Kuhn Dezimalwaagen. 1864 wurde mit der Produktion von Landmaschinen begonnen. 1921 folgte die Serienfertigung von Dreschmaschinen. Durch die Lage an der Bahnlinie Straußburg-Paris war der Abtransport der Ware gesichert. Nach dem Zweiten Weltkrieg erfolgte 1946 die Übernahme des Unternehmens durch Bucher Industries. 
1987 wurde der Landmaschinenhersteller Huard (leicht verwechselbar mit Howard) integriert. Huard hatte sich auf Direktsaatmaschinen, Pflüge und Scheibeneggen spezialisiert. 1993 wurde Audureau aufgekauft. Sie hatten sich auf die Bereiche Futterentnahme und Anbauspritzen spezialisiert. 1996 folgt die Zusammenführung mit Nodet: Drillmaschinen sowie Anhängespritzen wurden hier produziert. Miststreuer sowie weitere Futtermischwagenmodelle ergänzten das Programm ab 2002 durch die Übernahme von KNIGHT Manufacturing Corporation. Schon 2005 folgte die Übernahme der brasilianischen Firma METASA S/A, die sich auf den Markt von Baumwoll-, Mais- und Sojabohnenaussaat konzentrierte. 2008 wurde der Spritzenhersteller Blanchard übernommen. 
Im Dezember 2008 kaufte man für 115 Millionen Euro die Pressen- und Trommelmähersparte von Kverneland mit dem ehemaligen PZ Zweegers Werk im niederländischen Geldrop (mit den Namensrechten von PZ), wo auch Pressen und Mähwerke für Deutz-Fahr produziert werden.
Im Herbst 2018 übernahm Kuhn mit Artec Pulvérisation einen französischen Hersteller von Pflanzenschutzspritzen, an dem Kuhn bereits zuvor beteiligt war.

## Produktionsstandorte
Brasilien:
- Passo Fundo: Direktsaatmaschinen (Marke Metasa)

Frankreich:
- Châteaubriant (Loire Atlantique): Bodenbearbeitung, Direkt- und Einzelkornsägeräte
- Chéméré (Loire Atlantique) Blanchard SAS: Pflanzenschutzspritzen
- La Copechagnière (Vendée): Futtermischwagen, Mulcher
- Monswiller: Einzelteile, Großmaschinen
- Saverne: Sämaschinen, Grünlandtechnik, Kreiseleggen

Niederlande:
- Geldrop: Ballenpressen, Kreiselmäher

USA:
- Brodhead, Greeley (WI): Futtermischwagen und Miststreuer
- Hutchinson (KS): Bodenbearbeitung, Aussaat